# C/2019 Y4 (ATLAS)
Comète non-périodique
C/2019 Y4 (ATLAS) est une comète découverte par le relevé astronomique ATLAS le 28 décembre 2019.
En mars 2020, elle est la deuxième comète la plus brillante du ciel. Elle devrait devenir visible à l’œil nu au début du mois de mai.
La queue de la comète s'étendrait sur 720 000 km, soit plus de 5 fois et demi le diamètre de la planète Jupiter.

## Découverte
C/2019 Y4 est découverte le 28 décembre 2019 sur les images CCD prises par un petit télescope situé au sommet du Mauna Loa, à Hawaï. Au moment de la découverte, la comète était dans la constellation de la Grande Ourse,.

## Observations

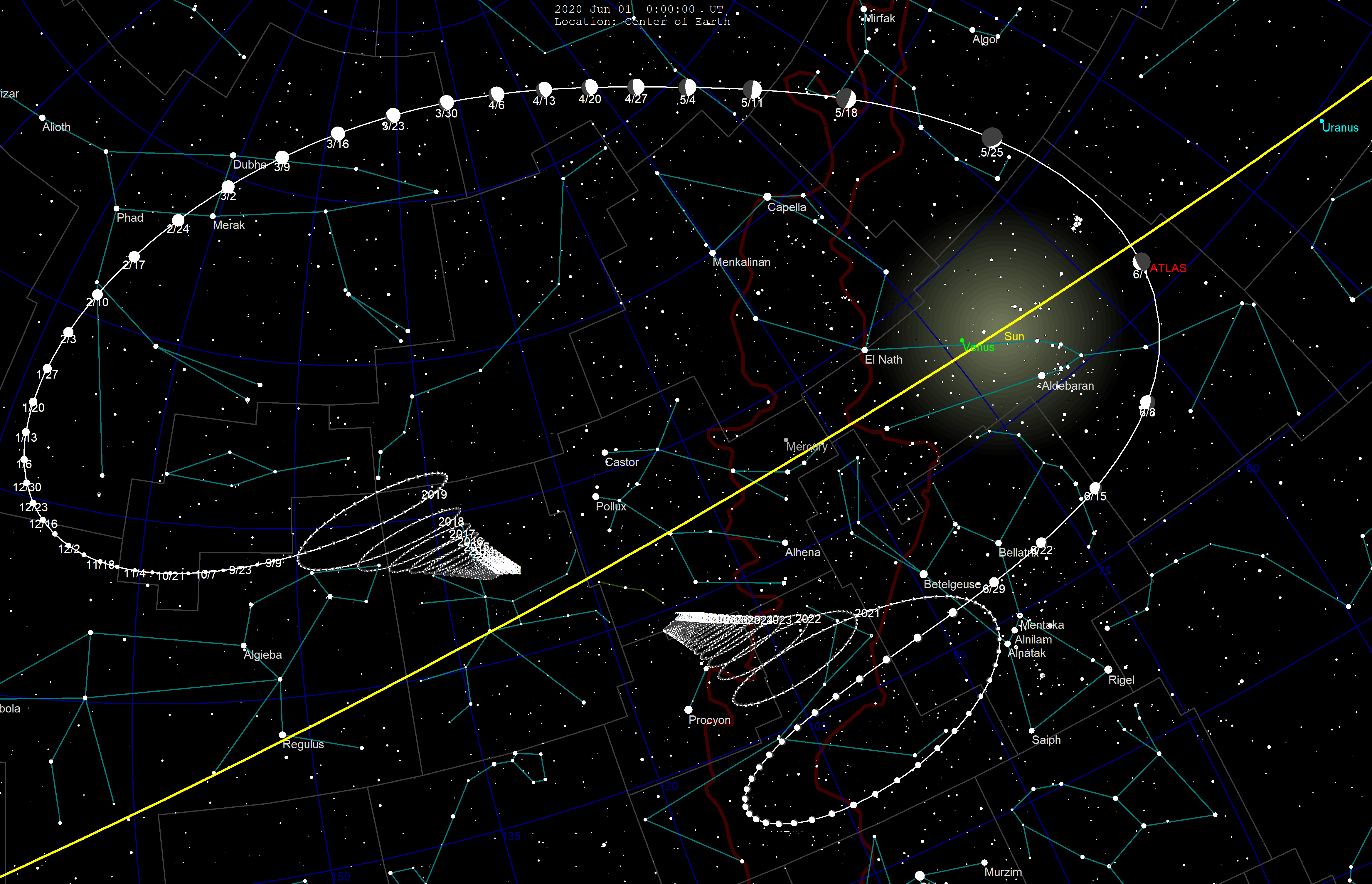
Parcours de la comète. Chaque point correspond à une semaine donnée.

De janvier à mars 2020, la comète est située dans la constellation de la Grande Ourse. En avril, elle traverse les constellations de Persée et de la Girafe. En juin, elle est dans la constellation d'Orion.
En avril 2020, les astronomes ont signalé dans The Astronomer's Telegram la possible désintégration en cours de la comète, expliquant sa baisse de magnitude.
Le 18 avril 2020, le Centre des planètes mineures officialise la présence de quatre fragments, désignés C/2019 Y4-A à D.
Les lundi 20 et jeudi 23 avril 2020, le télescope spatial Hubble a observé la comète.
La sonde Solar Orbiter, lancée le 10 février 2020, traverse sa queue ionisée le 31 mai 2020 et sa queue de poussières le 6 juin 2020.